# Međunarodno natjecanje mladih dirigenata Lovro von Matačić
Međunarodno natjecanje mladih dirigenata Lovro von Matačić organizirano je od strane Fonda Lovro i Lilly Matačić. Održava se svake 4 godine u Zagrebu i otvoreno je dirigentima do 35 godina starosti. 

## O Natjecanju
Godine 1995., na desetu obljetnicu smrti maestra Lovre von Matačića, održano je prvo Međunarodno natjecanje mladih dirigenata Lovro von Matačić. Od tada, u jesen svake četvrte godine ta manifestacija privlači pažnju svjetske glazbene javnosti dovodeći u glavni grad Hrvatske mlade dirigente željne poticaja na početku karijere, koji u sklopu prijave šalju audio i video zapise svojih izvedbi. Tijekom proteklih četiriju Natjecanja, kandidate su, među ostalima, ocjenjivali Milan Horvat, Valter Dešpalj, Kazushi Ono, Krešimir Šipuš, Klaus Arp, Pavle Dešpalj, Uroš Lajovic, Vladimir Krpan, Vjekoslav Šutej, Berislav Klobučar, Pascal Rophé, Gianpaolo Coral, Vladimir Benić, Zoran Juranić, Stanko Horvat, Nikša Bareza, Dmitrij Kitajenko, Martin Sieghart, Simone Young i dr. 

O prestižu osvajanja nagrada na Međunarodnom natjecanju mladih dirigenata Lovro von Matačić svjedoče i karijere nagrađenih na proteklim Natjecanjima: iako je 1995. prvo mjesto ostalo upražnjeno, drugonagrađeni Dmitri Liss danas djeluje kao šef dirigent Uralske filharmonije, te kao pridruženi dirigent Ruskog nacionalnog orkestra. I sam je, 1999., bio član žirija Natjecanja Matačić. Te je godine pobjednikom proglašen Alan Buribajev iz Kazahstana koji se od sezone 2010./2011. nalazi na mjestu šefa dirigenta Orkestra Irske nacionalne radiotelevizije iz Dublina, uz vodstvo Simfonijskog orkestra iz Norrköpinga iz Švedske i Brabantskog orkestra iz Nizozemske. Prvoplasirani 2003. godine bio je Poljak Michal Dworzyn´ski koji je do danas dirigirao orkestrima poput Simfonijskog orkestra BBC-ja, Filharmonije BBC-ja, Londonske filharmonije, Londonskog simfonijskog orkestra, Ulsterskog orkestra, Izraelske filharmonije, Filharmonije Nizozemskog radija, i dr. U lipnju ove godine očekuje ga turneja po Australiji i Novom Zelandu. Na posljednjem izdanju Natjecanja, 2007. godine, pobijedio je Jimy Chiang Chi-Bun, rođen u Hong Kongu, koji među svoje uspjehe ubraja ravnanje Bečkim radijskim simfonijskim orkestrom, postavljanje opere Le Grand Macabre G. Ligetija u Španjolskoj, te lanjski, debitantski nastup u Berlinskoj komičnoj operi s Traviatom. Drugoplasirani, Eugene Tzigane, odnedavno je šef dirigent Filharmonije Sjeverozapadne Njemačke, te gostujući šef dirigent Filharmonije Pomeranije, a okušao se i u Bavarskoj državnoj operi.

## Povijest Natjecanja

### 1. Međunarodno natjecanje mladih dirigenata Lovro von Matačić
Održano 16. – 23. rujna 1995. godine
- 1. nagrada: nije dodijeljena
- 2. nagrada: Dmitri Liss (Rusija)
- 3. nagrada: Matthew Rowe (Velika Britanija)

### 2. Međunarodno natjecanje mladih dirigenata Lovro von Matačić
Održano 4. – 9. listopada 1999. godine
- 1. nagrada: Alan Buribajev (Kazahstan)
- 2. nagrada: Karen Kamenšek (SAD)
- 3. nagrada: Janos Antal (Mađarska)

### 3. Međunarodno natjecanje mladih dirigenata Lovro von Matačić
Održano 5. – 12. listopada 2003. godine
- 1. nagrada: Michal Dworzyński (Poljska)
- 2. nagrada: Dian Čobanov (Bugarska)
- 3. nagrada: Jakub Hrůša (Češka)

### 4. Međunarodno natjecanje mladih dirigenata Lovro von Matačić
Održano 24. – 29. rujna 2007. godine
- 1. nagrada: Jimmy Chiang Chi-Bun (Velika Britanija)
- 2. nagrada: Gene Tzigane Mcdonough (SAD)
- 3. nagrada: Hikaru Ebihara (Japan)

### 5. Međunarodno natjecanje mladih dirigenata Lovro von Matačić
Održano 3. – 7. listopada 2011. godine
- 1. nagrada:  Aleksej Bogorad (Rusija)
- 2. nagrada: Kah Chun Wong (Singapur)
- 3. nagrada: Robert Farkas (Mađarska)

## Vanjske poveznice
- Fond Lovro i Lilly Matačić  Arhivirana inačica izvorne stranice od 10. studenoga 2010. (Wayback Machine)